# Časová osa ruské invaze na Ukrajinu (2025)
Tato časová osa poskytuje chronologický přehled událostí v průběhu roku 2025, předchozí vývoj zachycují články Časová osa ruské invaze na Ukrajinu (rok 2022, 2023 a 2024).

## Leden 2025
Ukrajina zastavila tranzit ruského plynu do EU a Moldavska.
Druhá skupina Ukrajinců žijících v zahraničí vstoupila do Ukrajinské legie v Polsku a zahájila výcvik pod vedením polských instruktorů.
Ropná rafinerie v ruské Rjazani po ukrajinském úderu pozastavila provoz.
Evropská unie odsouhlasila prodloužení ekonomických sankcí vůči Rusku. Patnáct sankčních balíčků se týká i 2700 osob a společností.

## Únor 2025
Rusko a Ukrajina si vyměnily po 150 válečných zajatcích. Výměnu zprostředkovaly Spojené arabské emiráty. Volodymyr Zelenskyj podepsal zákony o prodloužení válečného stavu a mobilizace o další tři měsíce.
Ukrajina dostala stíhačky F-16 amer. výroby z Nizozemska a francouzské stroje Mirage 2000.
Všechny tři baltské republiky provedly v sobotu odpojení od ruské elektrické sítě. Tento krok je součástí plánu Litvy, Lotyšska a Estonska, jak zvýšit svou bezpečnost a propojenost s Evropskou unií.
Americký prezident Donald Trump telefonicky hovořil s ruským vládcem Vladimirem Putinem o ukončení války na Ukrajině, napsal americký list New York Post.
Zástupci Spojených států a Ruska se následně sešli na prvním osobním setkání od roku 2022.
Severní Korea vyslala na pomoc Rusku ve válce proti Ukrajině další vojáky, oznámily 27.2.2025 agentury.
Schůzka Trumpa a Zelenského 28.2.2025 skončila roztržkou. Oba prezidenti a americký viceprezident J. D. Vance se začali překřikovat poté, co Zelenskyj zpochybnil Vanceova slova o diplomatickém jednání s Ruskem. Trump na něj poté křičel, že si zahrává se třetí světovou válkou a že je neuctivý ke Spojeným státům. Americký prezident poté schůzku předčasně ukončil.

## Březen 2025
Ruská armáda v únoru podle dat amerického institutu pro studium války obsadila dalších 389 km² ukrajinského území.
"To, co jsme viděli za poslední asi týden, nastavuje možnost, že pan prezident není jen přítelem Putina, ale že Putin může být dokonce i jeho šéfem", říká Igor Lukeš, profesor historie a mezinárodních vztahů na Boston University.
Členské státy evropské unie prodloužily sankce proti ruským a běloruským občanům a firmám.
Německé úřady zabavily tanker Eventin, nad nímž posádka v lednu ztratila v Baltském moři kontrolu. Evropská unie loď na konci února zařadila na seznam plavidel ruské stínové flotily, která Moskvě pomáhá při obcházení sankcí. Tanker samotný je ve špatném stavu; ropa, kterou převážel, má ale hodnotu zhruba čtyřicet milionů eur (jedna miliarda korun).
Německo uvolnilo další 3 mld € na vojenskou pomoc Ukrajině.
USA oznámily, že uzavřely dvě samostatné dohody s Ukrajinou a Ruskem o zastavení bojů v Černém moři.

## Duben 2025
Při výbuchu osobního automobilu ve městě Balašicha v Moskevské oblasti 25. dubna zahynul generálporučík ruské armády Jaroslav Moskalik.
Dne 28. dubna představitelé Severní Koreje poprvé potvrdili účast vojáků ve válce.

## Květen 2025
Ukrajinský parlament ratifikoval smlouvu se Spojenými státy o využívání nerostného bohatství. Dohoda umožní Američanům přístup ukrajinským přírodním zdrojům.
Maďarsko proti Ukrajině. 
Ukrajinská tajná služba SBU uvedla, že odhalila maďarskou špionážní síť, která pracovala proti zájmům Ukrajiny. „Úkolem této buňky bylo mimo jiné také prostudovat scénáře chování místních obyvatel v případě vstupu maďarských vojsk na území regionu.“
Evropská unie schválila sedmnáctý balík sankcí proti Rusku, který se zaměřuje na lodě takzvané ruské stínové flotily a rovněž na další osoby navíc k těm, které už sankcím podléhají. Další sankce proti Rusku se podle šéfky unijní diplomacie Kaji Kallasové připravují.

## Červen 2025
Rusko v červnu stupňovalo své útoky proti Ukrajině. Ukrajinská média několikrát po sobě ohlásila "nejrozsáhlejší útok od začátku války".
1. června Ukrajinská média napsala, že drony ukrajinské tajné služby SBU zasáhly na několika ruských základnách více než čtyřicet bombardérů. Některé ze zasažených základen jsou v Murmanské či Irkutské oblasti na severu Ruska, respektive na Sibiři, tisíce kilometrů daleko od fronty. Gubernátoři Irkutské oblasti a Murmanské oblasti podle agentury Reuters útok potvrdili.
Země Evropské unie s výjimkou Maďarska se na summitu shodly na další podpoře Ukrajiny a na zvýšení tlaku na Rusko. Proti osmnáctému balíčku sankcí se vedle Maďarska staví i Slovensko. Vadí jim návrh EK na postupné ukončení dovozu ruských fosilních paliv do roku 2027. Ukrajinský prezident Volodymyr Zelenskyj kritizoval některé evropské firmy za to, že dodávají součástky Rusku. V této souvislosti se zmínil o českých
a německých firmách.
V závěru summitu se nicméně jeho účastníci shodli na půlročním prodloužení stávajících sedmnácti sankčních balíčků.
Na zvýšení obranných výdajů na pět procent hrubého domácího produktu do roku 2035 se už předtím dohodli členové NATO na summitu v Haagu.

## Červenec 2025
Dne 1. července oznámil vůdce Luhanské lidové republiky Leonid Pasečnik, že Rusko zcela dobylo Luhanskou oblast. Téhož měsíce byl oznámen ruský postup u Pokrovsku.
Čínský ministr zahraničí Wang I řekl na jednání v Bruselu šéfce evropské diplomacie Kaje Kallasové, že Peking nechce vidět prohru Ruska na Ukrajině. Wang však údajně odmítl, že by Čína finančně nebo vojensky podporovala ruské válečné úsilí, a dodal, že pokud by tak činila, konflikt by již dávno skončil. Americký prezident Donald Trump koncem července prohlásil, že už nemá zájem s Putinem jednat.
Evropský soud pro lidská práva ve Štrasburku (ESLP) dospěl k závěru, že Rusko má na svědomí četná porušení lidských práv ve své válce proti Ukrajině.
EU se shodla na osmnáctém balíčku protiruských sankcí proti Rusku. Slovenský premiér Robert Fico informoval, že Bratislava stáhne svou blokaci. Balík počítá s dalším omezením týkajícím se ruského energetického a bankovního sektoru, se snížením cenového stropu u ruské ropy a se zákazem využívání infrastruktury plynovodu Nord Stream.
Na konci července 2025 uvedla média, že Rusko od nového školního roku oficiálně zakazuje výuku ukrajinštiny na všech jím okupovaných územích.

## Srpen 2025
Podle informací ze začátku měsíce se začaly v bojových jednotkách na frontové linii na ruské straně vyskytovat ženy. Ukrajinské letectvo a ministervo vnitra pak uvedlo, že při nedávných náletech na civilní cíle Rusko použilo speciální typ dronu s tryskovými motory.
Za pouhý jeden den (12. srpen 2025) se podařilo ruským jednotkám obsadit přibližně 110 kilometrů čtverečních území v ukrajinské Doněcké oblasti, čímž došlo k jejich vůbec největšímu postupu na frontě za uplynulý rok.
Dne 15. srpna proběhla na základně Joint Base Elmendorf–Richardson schůzka amerického prezidenta Donalda Trumpa a ruského prezidenta Vladimira Putina. Podle zdrojů deníku Financial Times na ní ruský prezident nabídl, že zastaví útoky na frontové linii v Chersonské a Záporožské oblasti, pokud se ukrajinská armáda stáhne ze zbytku Doněcké oblasti, který kontroluje (včetně měst Kramatorsk, Slovjansk, Kosťantynivka, Pokrovsk, Myrnohrad, Dobropillja, Lyman či Siversk).